# Luleå HF
Luleå HF – szwedzki klub hokejowy z siedzibą w Luleå, występujący w rozgrywkach SHL.

## Dotychczasowe nazwy
- GroKo Hockey (1977–1980)
- Luleå HF (od 1980)

## Sukcesy

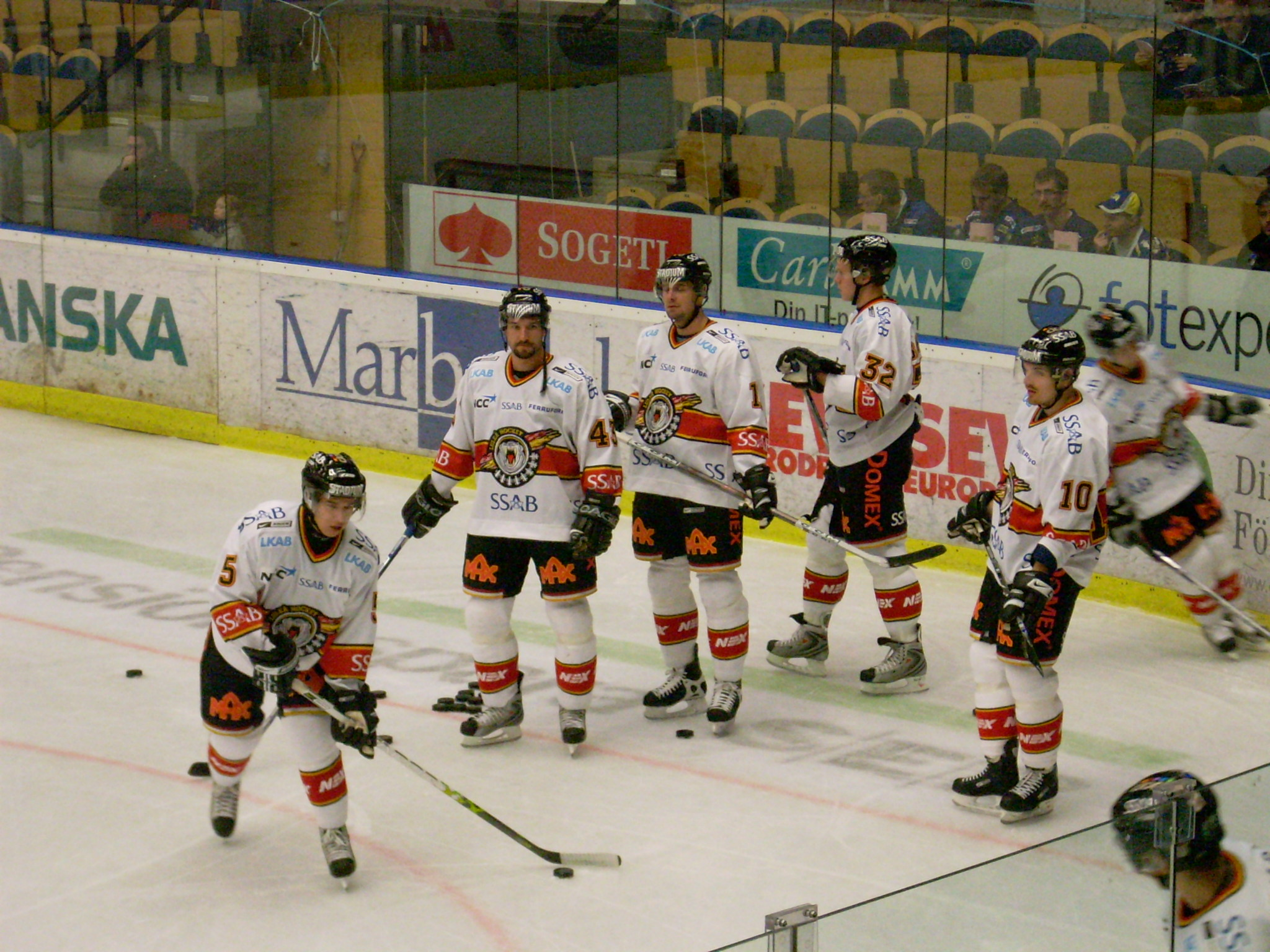
Zawodnicy drużyny w 2007

- Awans do Elitserien: 1984
- Złoty medal mistrzostw Szwecji: 1996
- Srebrny medal mistrzostw Szwecji: 1993, 1997, 2013, 2022
- Trzecie miejsce w European Trophy: 2011
- European Trophy: 2012
- Zwycięstwo w Hokejowej Lidze Mistrzów: 2015

## Zawodnicy
Numery zastrzeżone
- 12 – Johan Strömwall
- 22 – Hans Norberg
- 35 – Jarmo Myllys